# Alfonso de Lencastre
Alfonso de Lencastre, (f. 1578) fue un noble portugués, último hijo de Jorge de Lencastre y Beatriz de Villena, duques de Coímbra, y nieto del rey Juan II de Portugal y de la cortesana Ana Furtado de Mendonça. 
Se casó con Violante Henriques y Coutinho y tuvieron dos hijos; Jorge de Lencastre, muerto en 1578 en la batalla de Alcazarquivir, y Álvaro de Lencastre (f. 1613), que se convirtió duque de Aveiro por matrimonio debido a que el rey lo hizo casar en 1588 con su sobrina Juliana de Lencastre, duquesa de Aveiro.
- Datos: Q5667342